# Off-Price-Store
Ein off-price store (oder Unterbietergeschäft) ist der Anglizismus für ein Einzelhandelsunternehmen, das bekannte Markenartikel des Non-Food-Bereichs in Selbstbedienung im Rahmen der Niedrigpreisstrategie für einen wesentlich unter dem üblichen Preisniveau liegenden Verkaufspreis anbietet.

## Abgrenzung
Beim Off-Price-Store liegt ein ähnliches Modell wie beim Outlet-Store oder Factory Outlet zugrunde. Bei Outlet-Stores oder Factory Outlets geht jedoch die Initiative von den Herstellern selber aus, wohingegen es sich bei den Off-Price-Stores um unabhängige Einzelhändler handelt, die ihre Ware postenweise bei verschiedenen Herstellern einkaufen.

## Ware
Grundsätzlich kann das Sortiment eines Off-Price-Stores sowohl aus aktueller regulärer Ware als auch aus irregulärer Ware wie Saison- und Überschussware bestehen.
Das angebotene Sortiment unterliegt einem ständigen Wandel, da die Posten nach Verfügbarkeit eingekauft und bis zur Erschöpfung des Vorrats veräußert werden. Aus diesem Grund besteht auch meistens nicht die Möglichkeit, Artikel nachzuordern oder zu bestellen.

## Verbreitung
Das Off-Price-Konzept stammt wie das Konzept der Outlet-Stores aus den USA. Noch Ende der 1990er Jahre gab es nur sehr wenige deutsche Outlet-Stores; mittlerweile haben sie sich auf dem deutschen Markt etabliert. Dagegen stehen Off-Price-Stores in Deutschland noch am Anfang, jedoch gibt es immer mehr deutsche Firmen, die sich ausschließlich auf diesen Markt konzentrieren. Impulse für den deutschen Markt kommen zurzeit aus dem anglo-amerikanischen Bereich. So hat z. B. der amerikanische Designermode-Händler TK Maxx Ende 2007 die erste Filiale in Norddeutschland eröffnet und betreibt heute 110 Filialen in ganz Deutschland.